# Juan Vicente Pérez Mora
Juan Vicente Pérez Mora, detto anche Tío Vicente o Don Vicente (El Cobre, 27 maggio 1909 – San José de Bolivar, 2 aprile 2024), è stato un supercentenario venezuelano di 114 anni e 311 giorni; è la quarta persona di sesso maschile più longeva la cui età sia stata verificata, dopo Jirōemon Kimura, Christian Mortensen ed Emiliano Mercado del Toro.
Detenne il titolo di decano maschile dell'umanità dal 18 gennaio 2022, con la morte dello spagnolo Saturnino de la Fuente García, deceduto a 112 anni e 341 giorni, fino alla sua morte. Questo titolo gli venne ufficialmente attribuito dal Gerontology Research Group e dall'associazione di indagine gerontologica sudamericana LAS; successivamente gli fu riconosciuto anche dal Guinness dei primati. Pérez Mora fu, inoltre, la persona venezuelana più longeva la cui età sia mai stata verificata, uno dei sette uomini che nella storia dell'umanità hanno raggiunto con certezza i 114 anni ed è stato la quarta persona vivente più longeva al mondo.

## Biografia
Pérez Mora nacque il 27 maggio 1909 a El Cobre, popolosa località del municipio di José María Vargas, nello Stato venezuelano di Táchira; era l'ultimo di otto fratelli nati dall'unione di Edelmira Mora ed Eutiquio del Rosario Pérez Mora. Nel 1914 si trasferì, insieme alla sua famiglia, nella località andina di Los Pajuiles, a San José de Bolívar, dove iniziò a lavorare come agricoltore dedito prevalemente alla raccolta di canna da zucchero e di caffè. Successivamente, a 28 anni, si sposò con Ediofina del Rosario García, che morì nel 1998 all'età di 81 anni. In totale la coppia ha avuto 11 figli, 18 nipoti, 41 pronipoti e 12 trisnipoti.
Pérez Mora fu inoltre sceriffo a Caricuena dal 1948 per circa 10 anni, durante i quali si ritrovò spesso a dover risolvere dispute familiari o altri contenziosi concernenti i possedimenti terrieri.
Morì il 2 aprile 2024, all'età di 114 anni e 311 giorni.

## Verifica dell'età e traguardi di longevità
Nel 2020 era l'uomo più longevo del Venezuela; ciò attirò su di lui l'attenzione mediatica e la stampa. In queste occasioni venne spesso mostrata la sua carta d'identità, il cui numero seriale è 1.900.871. Nel gennaio 2022, l'associazione Latin-American Supercentenarians (LAS) e il Gerontology Research Group ufficializzarono la data di nascita dichiarata nei documenti di Pérez Mora e proclamarono quest'ultimo "uomo vivente più anziano al mondo". Il processo di verifica e convalida dell'età fu sollecitato da Freddy Abreu, nipote di Juan Vicente. Questo riconoscimento ebbe ampia risonanza nella zona, anche perché Pérez Mora si ritrovò ad essere il primo supercentenario venezuelano nella storia la cui età fosse stata ufficialmente verificata. Nel febbraio 2022, il consiglio legislativo dello Stato di Táchira dichiarò Pérez Mora "patrimonio vivente" della regione. Inoltre, nel maggio dello stesso anno, il libro ufficiale del Guinness dei primati lo ha citato come persona di sesso maschile vivente più longeva al mondo. È, dal 1º giugno 2022, a seguito della morte dell'italo-brasiliano Delio Venturotti, l'ultima persona di sesso maschile rimasta in vita nata nel 1909 e negli anni 1900.
Il 27 maggio 2023 ha compiuto 114 anni, diventando la settima persona di sesso maschile nella storia a raggiungere tale traguardo; il 16 agosto dello stesso anno, eguagliando l'età finale di Joan Riudavets Moll, diventa il sesto uomo più longevo della storia la cui età sia stata verificata; il 2 dicembre 2023, eguagliando l'età finale di Yukichi Chuganji, Pérez Mora sale al quinto posto degli uomini più longevi di sempre, collocandosi poi al quarto posto il 18 dicembre 2023, quando eguaglia l'età finale di Walter Breuning. Inoltre il 21 dicembre 2023 entra nella lista delle 100 persone più longeve accertate. 
Il 22 febbraio 2024, con la morte della 116enne statunitense Edie Ceccarelli, Pérez Mora diventa la quarta persona più longeva vivente a livello mondiale.